# بوب ماير (فيلسوف)
بوب ماير (بالإنجليزية: Bob Meyer)‏ هو فيلسوف أسترالي، ولد في 27 مايو 1932، وتوفي في 6 مايو 2009 بسبب سرطان الرئة.